# Clavaria
Clavaria es un género de hongo en la familia Clavariaceae. Las especies de Clavaria producen basidiocarpos (cuerpos fructíferos) que son cilíndricas o con forma de maza o ramificadas y con forma de coral. A menudo se agrupan con especies de aspecto similar de otros géneros, cuando colectivamente se les denomina hongos clavarioides. Todas las especies  Clavaria  son terrestres y se cree que la mayoría (si no todas) son saprotróficas (descomponen material vegetal muerto). En Europa, son típicos de pastizales viejos, cubiertos de musgo y sin mejoras. En América del Norte y en otros lugares, se encuentran más comúnmente en bosques.

## Descripción
Los cuerpos fructíferos son simples (cilíndricos o con forma de maza) o raramente ramificados, a veces con un distintivo estípe (tallo). Varias de las especies con cuerpos fructíferos simples forman densos racimos. Los cuerpos fructíferos son lisos a acanalados y típicamente frágiles. Dependiendo de la especie, varían en color del blanco o crema a amarillo, rosa, violeta, marrón o negro.
El sistema hifal de las especies Clavaria es siempre monomítico. las hifas de contexto están infladas, de paredes delgadas y carecen de conexión de pinza (aunque el concepto modificado del género de Petersen incluye algunas especies con pinzas). Los basidios contienen de dos a cuatro esporas, en algunas especies con una conexión de abrazadera abierta en forma de bucle en la base. Las esporas son lisas o espinosas. La esporada es blanca.

## Hábitat y distribución

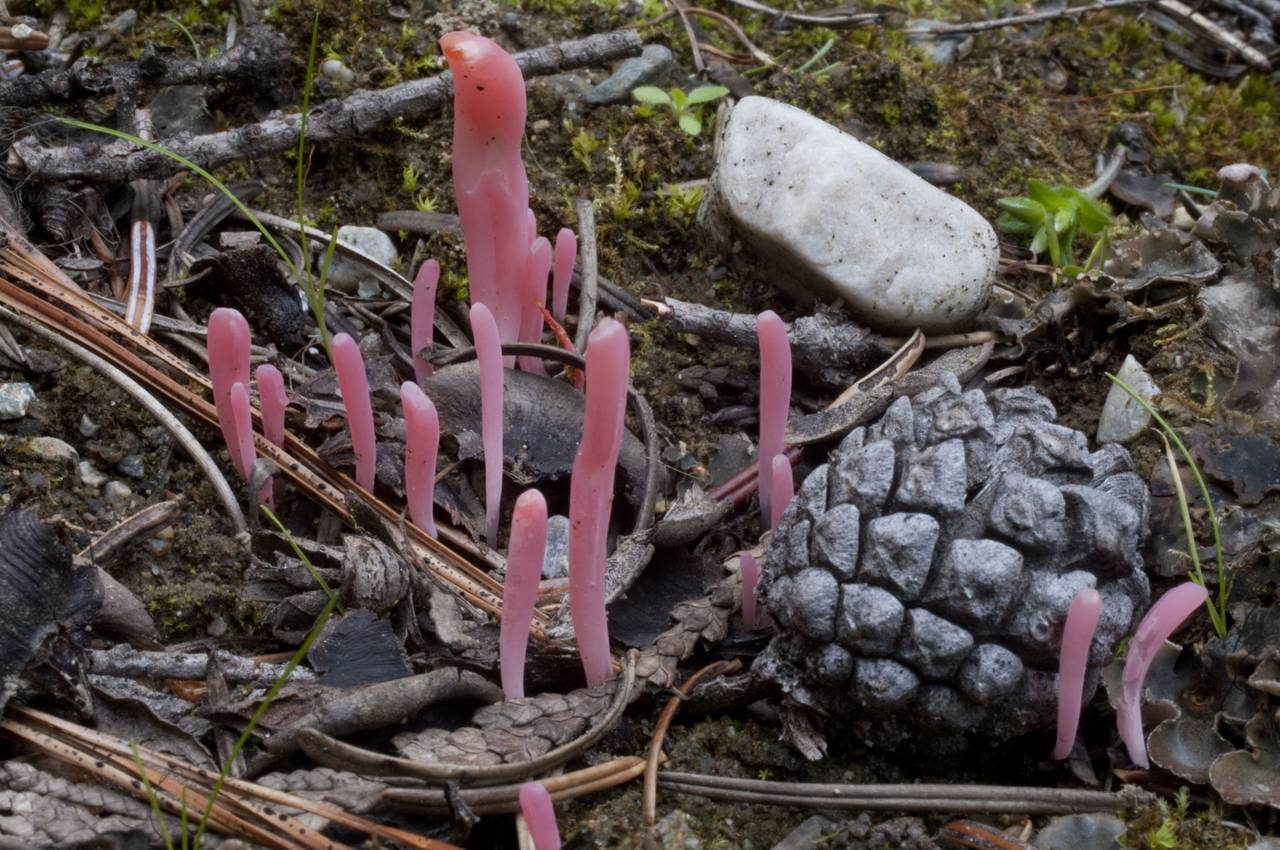
Clavaria rosea

Se cree que la mayoría de las especies Clavaria son saprotróficas, descomponiendo hojarasca y otros materiales orgánicos en el suelo del bosque. En Europa, las especies se encuentran con mayor frecuencia en pastizales antiguos y que no se usan en la agricultura, donde se presume que son descomponedores de hierba y musgo muertos. Sin embargo al menos una especie ( Clavaria argillacea ) es típica de brezales y es posible micorriza asociada con brezo.
Las especies de Clavaria se encuentran en hábitats adecuados en todas las regiones templadas y los trópicos. Se conocen unas 15 especies de Europa; según una estimación de 2008, se reconocen 28 especies en todo el mundo. Petersen describió 18 nuevas especies de Nueva Zelanda en un trabajo 1988. La versión 2015 del, Index Fungorum enumera 175 especies válidas en Clavaria.

## Especies representativas
- Clavaria acuta
- Clavaria afrolutea – Camerún[7]

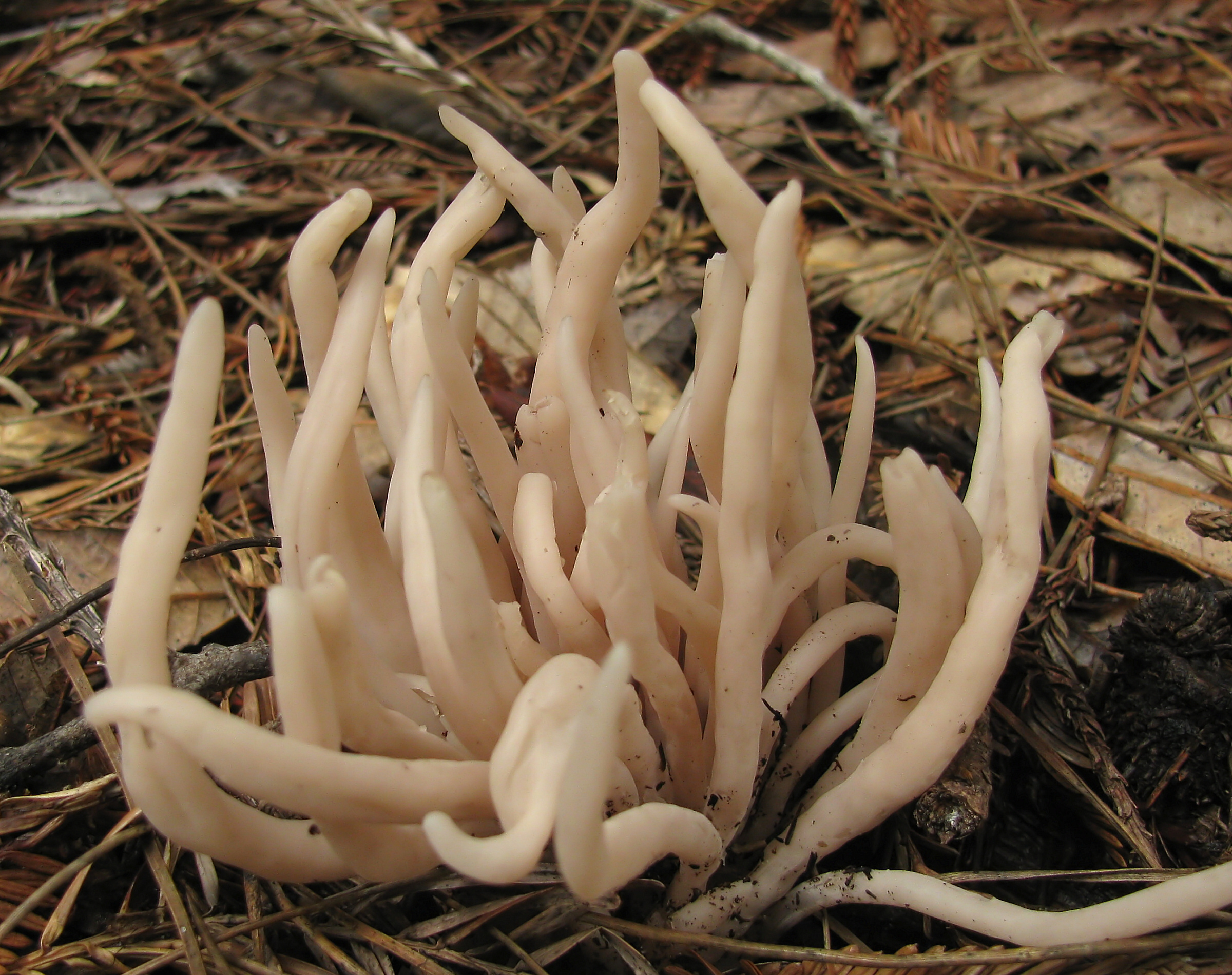
Clavaria fumosa

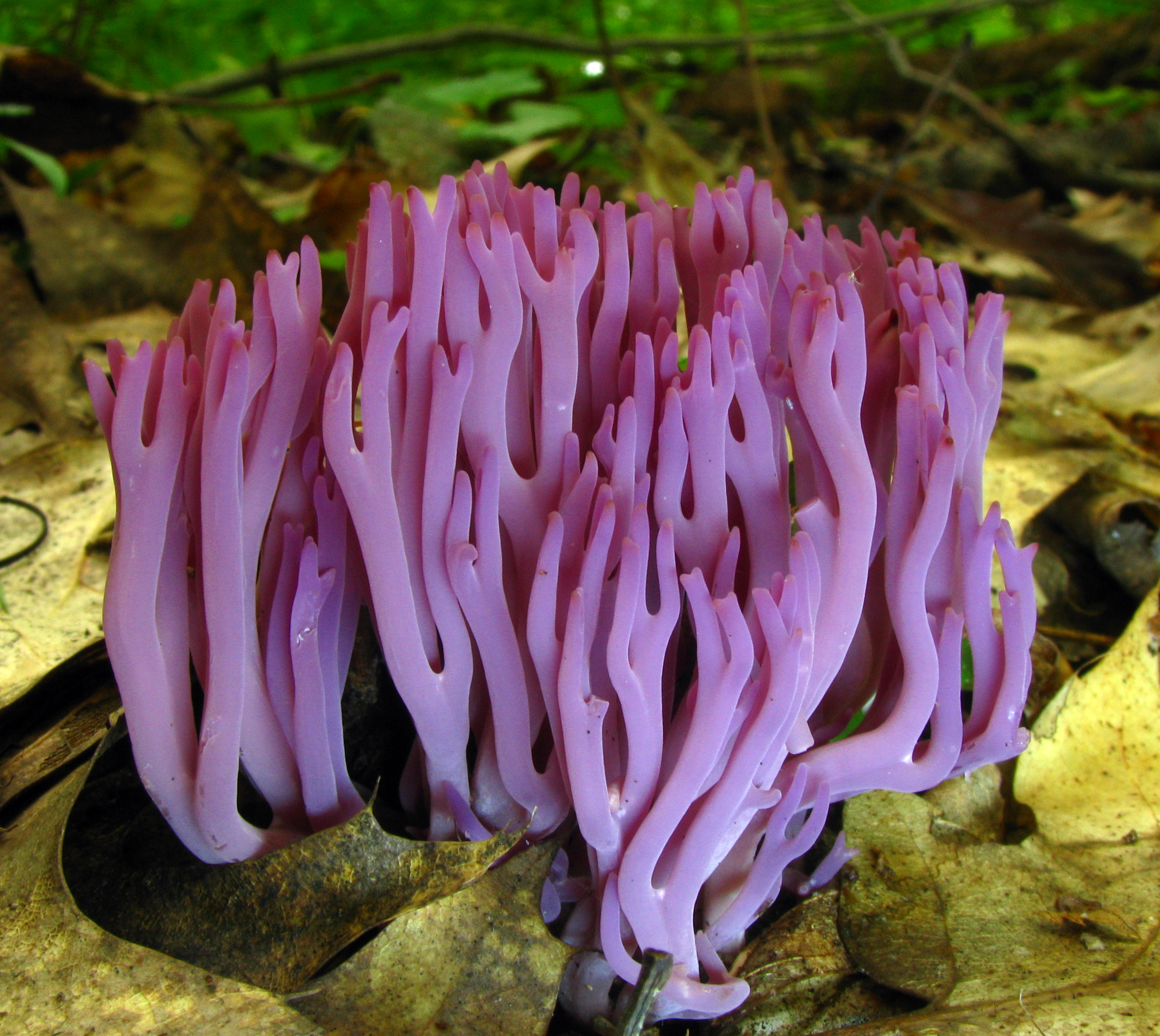
Clavaria zollingeri

- Clavaria alboglobospora – Nueva Zelanda[5]
- Clavaria amoena – Nueva Zelanda[5]
- Clavaria ardosiaca
- Clavaria argillacea
- Clavaria asperulispora – Europa[8]
- Clavaria atroumbrina – Europa[8]
- Clavaria cupreicolor – Nueva Zelanda[5]
- Clavaria echinobrevispora – Nueva Zelanda[5]
- Clavaria echinonivosa – Nueva Zelanda[5]
- Clavaria echino-olivacea – Nueva Zelanda[5]
- Clavaria flavopurpurea – Nueva Zelanda[5]
- Clavaria fragilis :es la Clavaria más común en América del Norte.[9]
- Clavaria flavostellifera[10]
- Clavaria fumosa
- Clavaria greletii – Europa[8]
- Clavaria megaspinosa – Nueva Zelanda[5]
- Clavaria mima – Nueva Zelanda[5]
- Clavaria musculospinosa  – Nueva Zelanda[5]
- Clavaria novozealandica – Nueva Zelanda[5]
- Clavaria plumbeoargillacea – Nueva Zelanda[5]
- Clavaria redoleoalii – Nueva Zelanda[5]
- Clavaria rosea
- Clavaria roseoviolacea – Nueva Zelanda[5]
- Clavaria salentina – Italia[11]
- Clavaria stellifera – Países Bajos y Bélgica[12]
- Clavaria subsordida – Nueva Zelanda[5]
- Clavaria tuberculospora – Nueva Zelanda[5]
- Clavaria versatilis – Australia
- Clavaria ypsilonidia – Nueva Zelanda[5]
- Clavaria zollingeri